# Márk pápa
Szent Márk (latinul: Marcus), (kb. 290 – 336. október 7.) pápa volt a 34. egyházfő Szent Péter trónján. Egyike a legrövidebb pontifikátust levezető pápáknak, hiszen 336. január 18-án választották meg a keresztény világ vezetőjének, és már ugyanazon év októberében meghalt.

## Élete
Pápasága az öreg I. Constantinus császár uralkodása alatt folyt le. Életéről és uralkodásáról egyaránt keveset tudunk. Az egyetlen biztos pont Márkkal kapcsolatban, hogy a vértanúk és püspökök névsorát és történetét rögzítő Depositio episcoparum és a Depositio martyrum az ő idején kezdte el lejegyezni az egyház történetét.
Ünnepnapját október 7-én tartják.

## Művei
- Documenta Catholica Omnia (latin nyelven). [2017. március 9-i dátummal az eredetiből archiválva]. (Hozzáférés: 2011. december 6.)